# تپه کندیری ۲
تپه کندیری ۲ مربوط به دوران‌های تاریخی پس از اسلام است و در شهرستان بویین زهرا، بخش آوج، روستای پرسپانج واقع شده و این اثر در تاریخ ۲۲ مرداد ۱۳۸۴ با شمارهٔ ثبت ۱۳۲۴۲ به‌عنوان یکی از آثار ملی ایران به ثبت رسیده‌است.